# Joan Vila i Grau

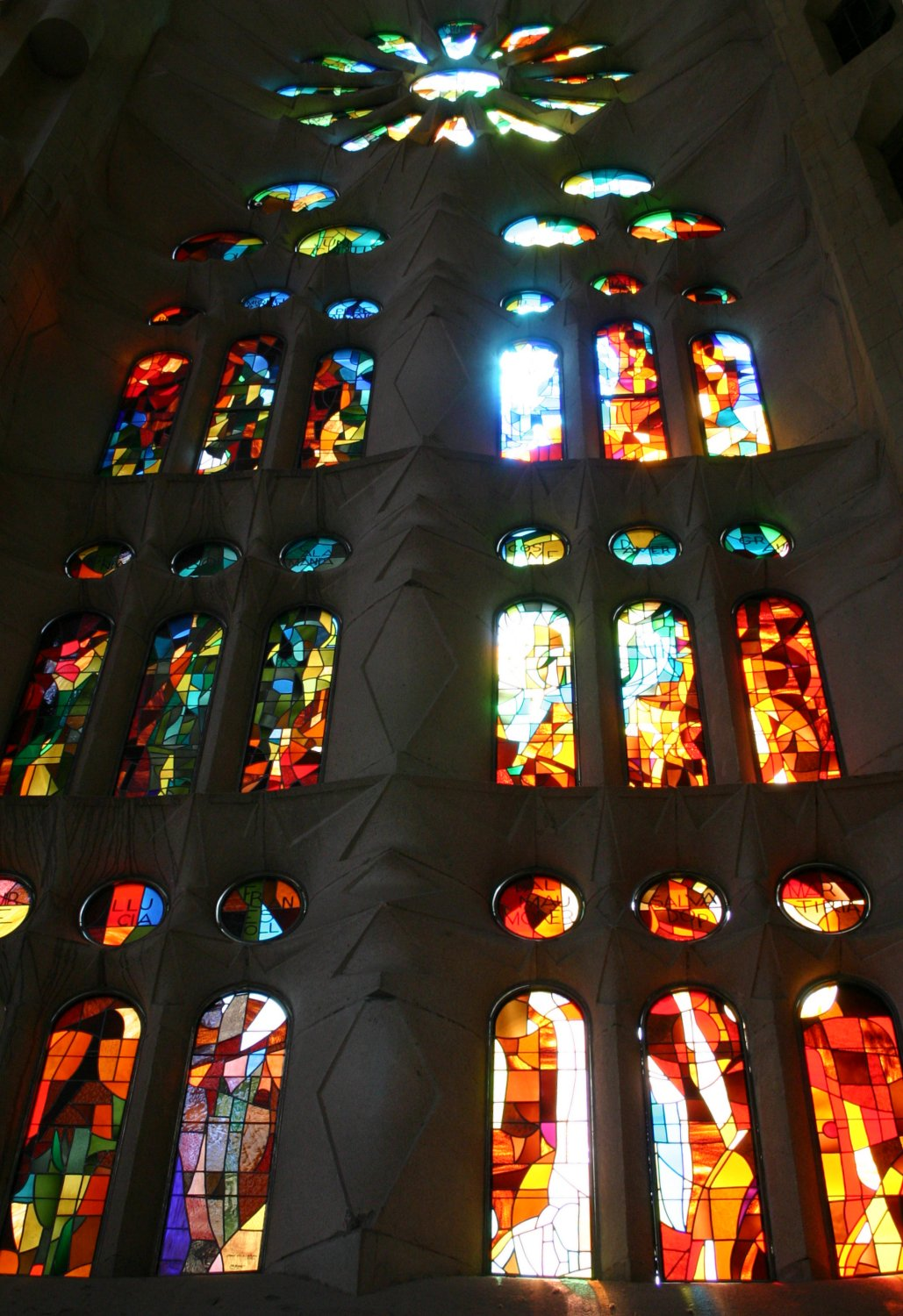
Vitrall de la Sagrada Familia

Joan Vila i Grau (Barcelona, 14 d'agost de 1932 - Barcelona, 11 de novembre de 2022) fou un pintor, vitraller, ceramista i estudiós del vitrall.

## Biografia
Fou fill del també pintor Antoni Vila Arrufat i es va formar a l'Escola d'Arquitectura de Barcelona (1950-1955), però es va encaminar, tanmateix, cap a la pintura.
Interessat per l'art litúrgic, es va especialitzar en la realització de vitralls per a esglésies i edificis religiosos, i va destacar la seva obra al Temple Expiatori de la Sagrada Família. Va treballar en els següents projectes:
- 1962, Barcelona, església de les Germanetes de l'Assumpció.
- 1963, Barcelona, Llars Mundet.
- 1964-1966, Barcelona, església Verge de la Pau.
- 1978, Barcelona, Orfeó de Gràcia.
- 1979, Barcelona, Bellesguard.
- 1968-1970, Sabadell (Caixa d'Estalvis).
- 1970, Sant Sadurní d'Anoia (Caves Codorniu).
- 1980, El Vendrell (Fundació Pau Casals).
- 1986, Vilafranca del Penedès (Caixa d'Estalvis).
- 1999-2010: vitralls de la Sagrada Família.[1]

També va realitzar obres a Andorra, Alaior, Ciutadella, Saragossa, Granada, Madrid, Cadis, Corrientes i Cincinnati, col·laborant de vegades amb Joan Miró.
Com a pintor va evolucionar des d'una figuració esquemàtica d'influència romànica cap a l'art abstracte, amb treballs en fusta policromada a mig camí entre la pintura i l'escultura. Va fer exposicions a Barcelona, Madrid, Tarragona, Londres, Mataró, Granollers, Bilbao, Santander, etc. Té obra a diferents museus, com el Museu d'Art Modern d'Eivissa, el Museu d'Art Contemporani de Vilafamès i el Museu de Granollers.
L'abril de 2010 fou guardonat amb la Creu de Sant Jordi per la Generalitat de Catalunya.